# Peleteria hokkaidensis
Peleteria hokkaidensis är en tvåvingeart som först beskrevs av Baranov 1952.  Peleteria hokkaidensis ingår i släktet Peleteria och familjen parasitflugor. Inga underarter finns listade i Catalogue of Life.